# 萬壽寺 (京都市)
萬壽寺（まんじゅじ）是位在日本京都府京都市東山區本町的臨濟宗東福寺派寺院，東福寺的塔頭。本尊阿彌陀如來、開基（創立者）為白河上皇，在京都五山中位居第五位，繁榮一時。室町時代的火災後衰微，在明治時代成為東福寺塔頭。

## 關連項目
- 萬壽寺通
- 媞子內親王

## 外部連結
- 萬壽寺 （页面存档备份，存于）